# Эллис, Дэвид (футболист)
Дэвид Эллис (англ. David Ellis; 2 марта 1900 — дата смерти неизвестна) — шотландский футболист, крайний правый нападающий.

## Футбольная карьера
Родился в Керколди. Начал футбольную карьеру в клубе «Глазго Ашфилд». С 1919 года выступал за «Эйрдрионианс». Провёл в команде три сезона, сыграв за это время 68 матчей в лиге и в кубке.
В 1922 году перешёл в любительский английский клуб «Мейдстон Юнайтед». Провёл в команде один сезон.
В июне 1923 года перешёл в другой английский клуб «Манчестер Юнайтед» за 1250 фунтов. В «Юнайтед» главным тренером тогда был Джон Чепмен, ранее тренироваваший Эллиса в клубе «Эйрдрионианс». Дэвид дебютировал за «Юнайтед» 25 августа 1923 года в матче Второго дивизиона против «Бристоль Сити». Всего в сезоне 1923/24 провёл за команду 11 матчей (все — в рамках лиги).
В сентябре 1924 года перешёл в шотландский клуб «Сент-Джонстон» за 500 фунтов. Он потребовал у клуба половину от суммы своего трансфера, но его требование было отклонено. Провёл в «Сент-Джонстоне» два сезона, сыграв в общей сложности 33 матча и забив 1 мяч.
В дальнейшем выступал за английский «Брэдфорд Сити» и шотландский «Артурли».

## Статистика выступлений
| Клуб              | Сезон            | Дивизион                 | Лига | Лига | Кубки | Кубки | Итого | Итого |
| Клуб              | Сезон            | Дивизион                 | Игры | Голы | Игры  | Голы  | Игры  | Голы  |
| ----------------- | ---------------- | ------------------------ | ---- | ---- | ----- | ----- | ----- | ----- |
| Эйрдрионианс      | 1919/20          | Дивизион 1 (Шотландия)   | 14   | 1    | 1     | 0     | 15    | 1     |
| Эйрдрионианс      | 1920/21          | Дивизион 1 (Шотландия)   | 28   | 1    | 2     | 0     | 30    | 1     |
| Эйрдрионианс      | 1921/22          | Дивизион 1 (Шотландия)   | 22   | 2    | 1     | 0     | 23    | 2     |
| Эйрдрионианс      | Итого            | Итого                    | 64   | 4    | 4     | 0     | 68    | 4     |
| Манчестер Юнайтед | 1923/24          | Второй дивизион (Англия) | 11   | 0    | 0     | 0     | 11    | 0     |
| Манчестер Юнайтед | Итого            | Итого                    | 11   | 0    | 0     | 0     | 11    | 0     |
| Сент-Джонстон     | 1924/25          | Дивизион 1 (Шотландия)   | 23   | 0    | 1     | 0     | 24    | 0     |
| Сент-Джонстон     | 1925/26          | Дивизион 1 (Шотландия)   | 9    | 1    | 9     | 0     | 9     | 1     |
| Сент-Джонстон     | Итого            | Итого                    | 32   | 1    | 1     | 0     | 33    | 1     |
| Всего за карьеру  | Всего за карьеру | Всего за карьеру         | 107  | 5    | 5     | 0     | 112   | 5     |